# Тибо, Жозеф
Жозеф Тибо́ (фр. Joseph Thibaud; 25 февраля 1875, Бордо — 1951) — французский пианист и музыкальный педагог. Сын скрипача Жоржа Тибо, брат Альфонса, Франсиса и Жака Тибо.
Окончил Парижскую консерваторию (1892), ученик Луи Дьемера. В студенческие годы был дружен с Карлом Флешем, вспоминавшим позднее, что Жозеф считался в это время одной из главных надежд французской пианистической школы, хотя в частной жизни «заячья губа» сильно осложняла ему общение. На рубеже столетий нередко аккомпанировал своему брату Жаку, двум братьям посвящена соната № 2 для скрипки и фортепиано Джордже Энеску (1899). Выступал также в составе семейного фортепианного трио вместе с братьями Жаком и Франсисом (или, вместо Франсиса, с Андре Эккингом). Вместе с Эккингом в 1905 г. гастролировал в Португалии. Вместе с Луи Фейяром впервые исполнил сонату для виолончели и фортепиано Жана-Анри Ренье (1896). В 1902 г. с Берлинским филармоническим оркестром исполнил фортепианный концерт Роберта Шумана.
В дальнейшем некоторое время работал в Южной Америке, затем вернулся во Францию и преподавал в Париже и Бордо; среди его учеников, в частности, Анри Колле и Жанин Дакоста.